# Thánh vật ở sông Tô Lịch

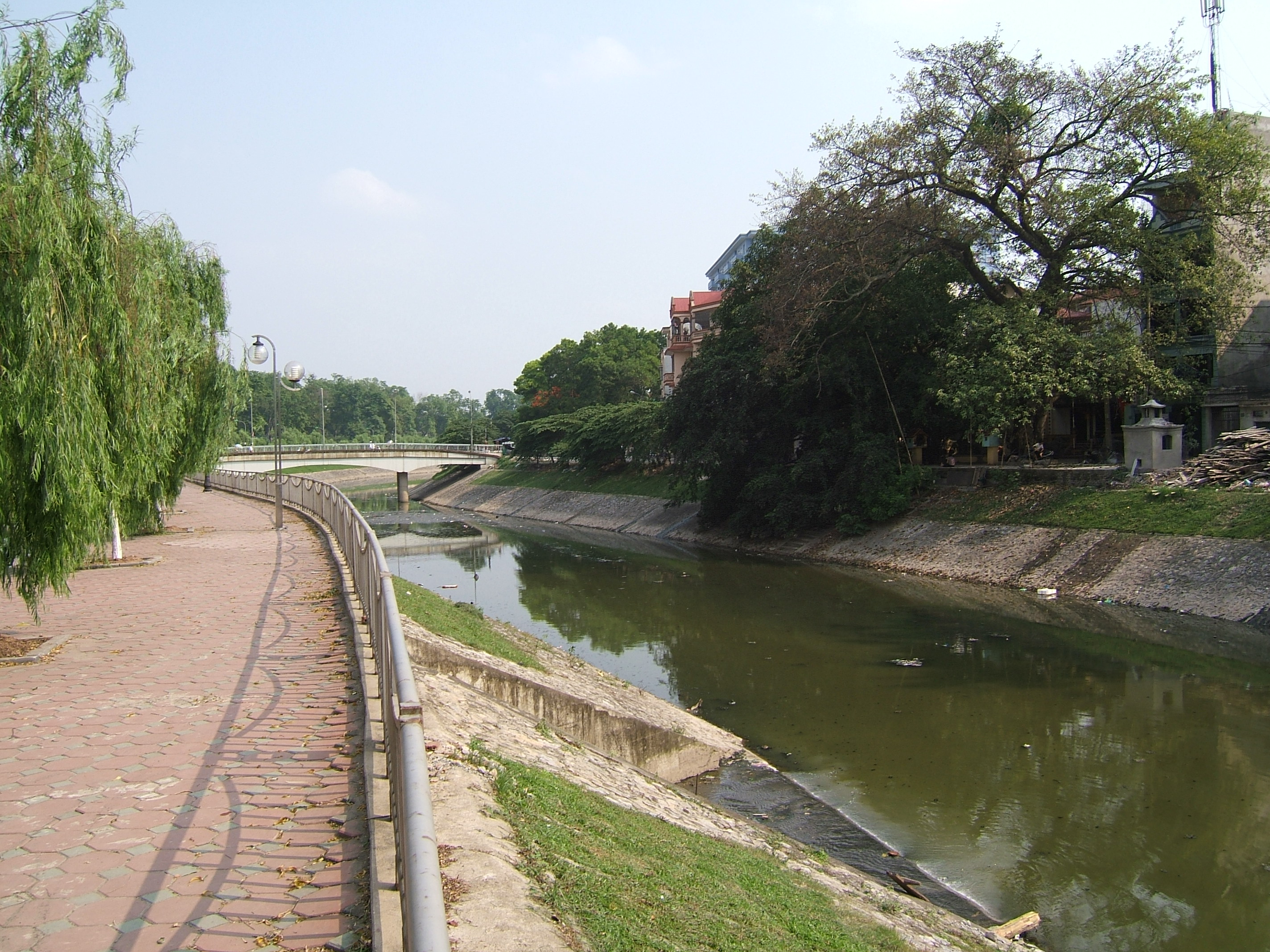
Khu vực sông Tô Lịch nơi xảy ra sự kiện "thánh vật"

Thánh vật ở sông Tô Lịch là tên chuỗi bài viết được đăng trên báo Bảo vệ Pháp luật tại Việt Nam trong các số 13, 14, 15 ra từ ngày 31 tháng 3 đến 14 tháng 4 năm 2007.
Chuỗi bài viết này thống kê một loạt các sự việc không lành diễn ra trong cùng thời gian xử lý các di vật cổ, được phát hiện vào năm 2001 dưới lòng sông Tô Lịch tại Hà Nội, Việt Nam mà có nhiều người cho rằng giữa các sự kiện này có mối liên hệ với nhau.
Đề tài này tiếp tục nổi lên sau khi bài báo của đội trưởng xây dựng, ông Nguyễn Hùng Cường, người trực tiếp phát hiện di vật cổ được đăng trên tờ báo Bảo vệ pháp luật của Viện Kiểm sát Nhân dân Tối cao Việt Nam.
Liên quan những vấn đề trên, ngày 9 tháng 5 năm 2007, Chánh Thanh tra Bộ Văn hóa - Thông tin Việt Nam đã ra quyết định số 15/QĐ-XPHC xử phạt vi phạm hành chính trong hoạt động văn hóa thông tin đối với Tổng biên tập báo Bảo vệ Pháp luật, với số tiền phạt là 20 triệu đồng .
Theo quyết định đó, Tổng biên tập báo Bảo vệ Pháp luật đã có hành vi "thông tin sai sự thật gây ảnh hưởng nghiêm trọng tới đời sống xã hội, không nộp lưu chiểu sản phẩm thông tin báo chí", hai hành vi này vi phạm Khoản 11 Điều 10 và Khoản 2 Điều 14 của nghị định 56/2006/NĐ-CP ngày 6/6/2006 của Chính phủ Việt Nam về xử phạt vi phạm hành chính trong hoạt động văn hóa thông tin .

## Tóm tắt các sự kiện được nêu ra trong báo
Vào tháng 9 năm 2001, một đội thi công xây dựng, do ông Nguyễn Hùng Cường làm đội trưởng, thi công kè bờ, nạo vét một đoạn sông Tô Lịch thuộc phường Nghĩa Đô, quận Cầu Giấy, Hà Nội - nơi đây xưa thuộc thôn Đoài Môn (nghĩa là "cửa phía Tây", một số người cho là Cửa Tây thành Đại La). Trong quá trình thi công, đội đã tìm thấy một số di vật cổ, trong đó có tám bộ hài cốt, nhiều xương răng động vật (voi, ngựa, trâu), hơn mười cái liễn lớn nhỏ bằng sành, nhiều đồ gốm, đồ sắt, đồ dùng như bát đĩa, dao, liềm, kim khâu, một số mảnh gốm men ngọc đã bị vỡ được cho là thuộc đời nhà Trần và Lê Sơ, tiền cổ hình tròn có lỗ vuông. Tại khu vực này còn phát hiện thấy nhiều vật liệu xây dựng cổ xưa như ngói cổ, đá, nhiều gạch cổ, đặc biệt là gạch vồ thời nhà Lê. Quanh chỗ phát hiện hài cốt là các cọc gỗ lim đóng theo những hàng ngắn, bố trí lạ.
Công trình được dừng lại một thời gian để các nhà khoa học nghiên cứu. Giám đốc Bảo tàng Hà Nội và các nhà khoa học được mời tới, trong đó có giáo sư Trần Quốc Vượng. Giáo sư Vượng cho rằng đây là trận đồ bát quái yểm trấn giữ cửa thành Đại La từ thế kỷ thứ 9. Trong quá trình thi công, ông đã thuật lại những hiện tượng:
- Các công nhân xây dựng gặp các hiện tượng như động kinh, mơ gặp ma.
- Thân nhân của họ gặp nhiều chuyện bất hạnh liên tiếp.
- Các công việc thi công không tiến triển được như đê đắp lên thì đê vỡ, kè thép không vỡ nhưng nước xói từ dưới lên, đặt đá xuống thì đá chìm, nhiều mũi khoan bị gãy nhanh khi khoan thăm dò ở giữa sông.
- Một số người khác có liên quan đến các di chỉ và những người được mời tới làm lễ giải bị ốm nặng hoặc chết trong vòng một vài tháng. Theo lời ông Nguyễn Hùng Cường, Thượng tọa Thích Viên Thành khảo sát xong và có nói sức ông không giải được nhưng vận ông đã hết và trách nhiệm vẫn phải làm, sau đó ba tháng thượng tọa Thích Viên Thành cũng qua đời.
- Cũng theo lời ông Nguyễn Hùng Cường, giáo sư Trần Quốc Vượng có đề cập đến lực lượng âm binh tại đây và dặn các công nhân phải cẩn thận kẻo ảnh hưởng đến sức khỏe và tính mạng...

## Ý kiến

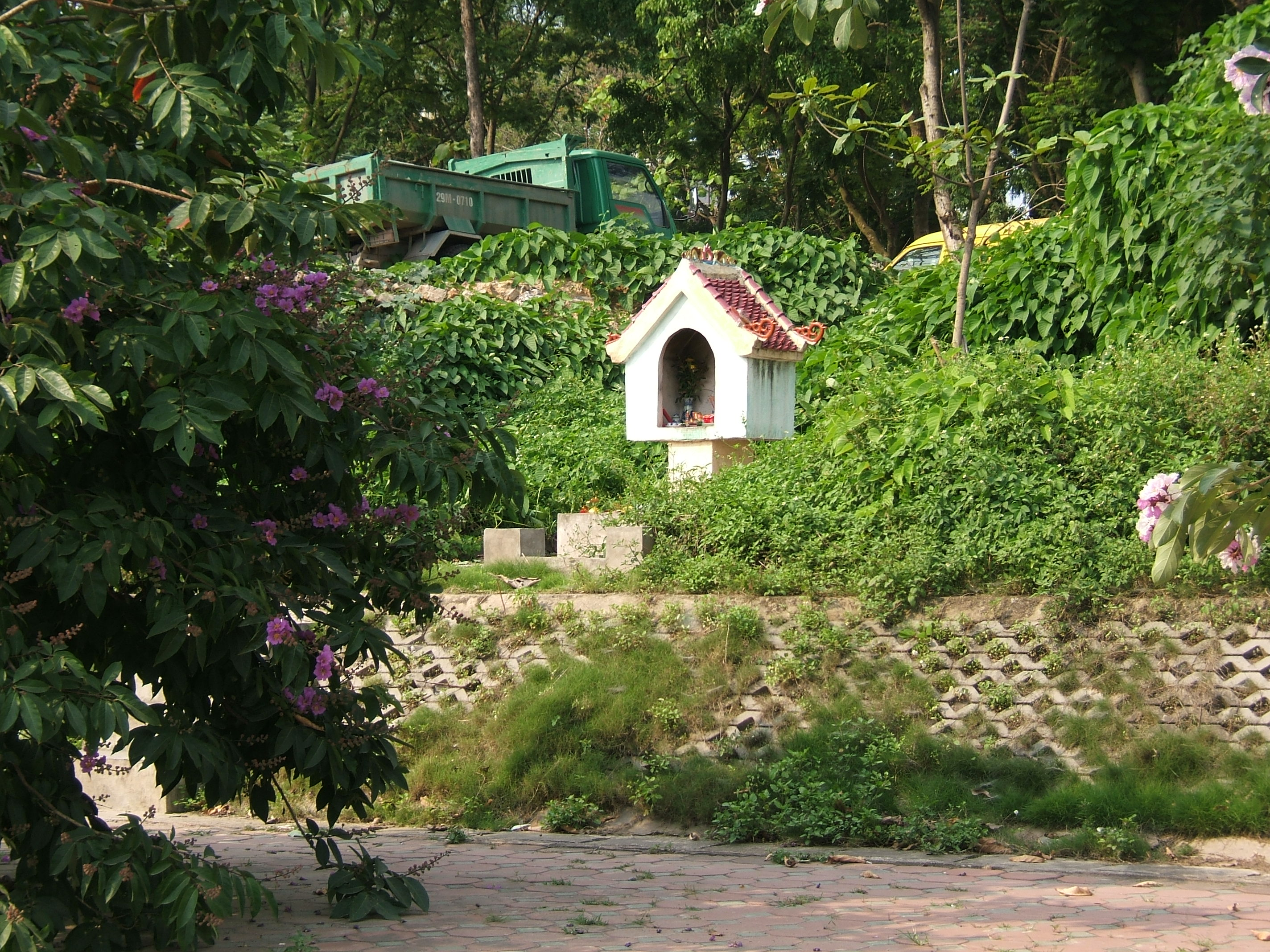
Miếu thờ tại vị trí xảy ra sự kiện "thánh vật"

Các nhà khoa học, nghiên cứu lịch sử và các nhà nghiên cứu phong thủy Việt Nam khác cho rằng đây có thể là nơi trấn yểm của Cao Biền. Theo truyền thuyết, mục đích Cao Biền trấn yểm chặn long mạch là để làm cho đất cứng hơn cho thành xây lên không bị đổ, và cũng để ngăn chặn người tài sinh ra tại đất Việt.
Về các hiện tượng thân nhân của các công nhân xây dựng gặp nhiều chuyện bất hạnh liên tiếp, ông Đỗ Văn Ninh (từ Viện Sử học) nói:
"Là người làm khảo cổ, đã từng tham gia đào hàng trăm ngôi mộ các loại, các thời, nhưng tôi và đồng nghiệp chưa ai bị ốm đau vì lý do khai quật mộ táng cả. Cho nên những trường hợp ốm đau, kể cả bị chết của công nhân và người nhà của họ ở công trường này, không nên tìm nguyên nhân ở những hài cốt tìm thấy dưới sông Tô Lịch".
Còn quan điểm của Giáo sư Trần Quốc Vượng là "nên có những tìm hiểu, suy nghĩ thêm và đưa ra lời giải thích hợp lý" .
Về hiện tượng việc thi công gặp khó khăn, theo nhà sử học Dương Trung Quốc, một trong các cách giải thích có thể là do địa điểm thi công là nơi hợp thủy của ba con sông nên có địa tầng không ổn định, dẫn tới việc khảo sát thiết kế, xây dựng dự án xây dựng tuyến kè không sát với thực tế; tuy nhiên, vì là nơi hợp thủy của ba dòng sông nên cũng có thể có yếu tố phong thủy. Ông không loại trừ khả năng đây là di tích của một sự yểm nào đó của thời kỳ tiền Thăng Long - thời Cao Biền làm Tiết độ sứ. Tuy nhiên ông cũng khẳng định:
"...Thế nhưng, vận nó vào giữa những yếu tố được giải thích dưới góc độ chuyên môn và hiện tượng xã hội gắn liền với vụ việc cụ thể thì tôi nghĩ rằng thiếu căn cứ. Không ai có thể kết luận được rằng, vì cái vùng đất ấy mà dẫn đến hệ quả mang tính chất thuần tuý là cái sự trả giá về mặt tâm linh..." 
Ghi chú: Cao Biền là người U châu (Bắc Kinh ngày nay), ông là cháu nội của danh tướng Cao Sùng Văn. Năm Hàm Thông thứ 5 (863), quân Nam Chiếu (lúc này có quốc hiệu "Đại Lễ") chiếm được An Nam (An Nam đô hộ phủ (Việt Nam) thời Bắc thuộc lần 3, từ năm-679 đến năm-866, với bộ máy cai trị của nhà Đường trên vùng tương ứng với một phần tây nam Quảng Tây, Trung Quốc, thuộc Miền Bắc và miền Trung Việt Nam ngày nay, có địa bàn từ Hà Tĩnh trở ra Bắc).